# Anthony Fasano
(en) Statistiques sur pro-football-reference
Pour les articles homonymes, voir Fasano (homonymie).
Anthony Joseph Fasano (né le 20 avril 1984 à Glen Ridge) est un joueur américain de football américain. Il joue actuellement avec les Titans du Tennessee.

## Enfance
Fasano étudie à la Verona High School de Verona où il joue comme tight end et dans la ligne défensive. Il participe au U.S. Army All-American Bowl.

## Carrière

### Université
Il entre à l'université Notre Dame et commence à jouer à partir de 2003 où il joue onze matchs dont trois comme titulaire. Il finit la saison avec dix-huit réceptions pour 169 yards et deux touchdowns. En 2004, il gagne du temps de jeu, étant titularisé à neuf reprises ; il est nommé Tight end de la semaine après avoir reçu huit passes pour 155 yards (record de l'école) contre l'université Purdue.
Lors de sa dernière année, il reçoit quarante-sept passes pour 576 yards et deux touchdowns (contre la Navy et les Volunteers du Tennessee). Il est un des trois finalises pour le John Mackey Award, récompensant le meilleur tight end de la saison en NCAA.

### Professionnel
Anthony Fasano est sélectionné au deuxième tour du draft de la NFL de 2006 par les Cowboys de Dallas au cinquante-troisième choix. Il signe avec Dallas le 27 juillet 2006. Pour sa première saison en NFL (rookie), il joue les seize matchs de la saison dont cinq comme titulaire. Il est le troisième tight end rookie de l'histoire de Dallas à entamer la saison comme titulaire. Il reçoit quatorze matchs pour 126 yards. Une blessure à l'épaule l'empêche de jouer le camp d'entraînement et la pré-saison 2007 mais joue l'ensemble des matchs de la saison régulière 2007 dont six comme titulaire. Le 29 novembre, il reçoit une passe de vingt-six yards de Tony Romo pour touchdown contre les Packers de Green Bay.
Le 25 avril 2008, il est échangé aux Dolphins de Miami avec Akin Ayodele en échange du quatrième choix de Miami (100e choix) du draft de 2008. Pour sa première saison à Miami, il joue tous les matchs de la saison comme tight end titulaire et reçoit trente-quatre passes pour 454 yards et sept touchdowns. Il reste le tight end des saisons 2008 et 2009, marquant six touchdowns sur ces deux saisons. Le 16 novembre 2010, il signe une prolongation de contrat de deux ans de 7,75 millions de dollars.
Le 12 mars 2013, il signe un contrat avec les Chiefs de Kansas City.

## Palmarès
- Finaliste du John Mackey Award 2005